# Ci si arrende
Ci si arrende è un singolo del cantautore italiano Zucchero Fornaciari, il quarto estratto per il mercato italiano ed il secondo estratto (nella sua versione inglese) per il mercato inglese dal tredicesimo album in studio Black Cat e pubblicato il 6 gennaio 2017 in Italia ed il 7 novembre 2016 nel Regno Unito.

## Descrizione
Si tratta di una classica ballata che vede la partecipazione alla chitarra resofonica di Mark Knopfler, frontman dei Dire Straits. Il testo si avvicina alle tematiche affrontate nel concept album Chocabeck. Zucchero si immagina di ritrovare Marzia, il suo primo "amore di campagna", e di confessarle che è impossibile provare ancora quei sentimenti perché non si è più così genuini come da ragazzi e che bisogna arrendersi al fatto che quella purezza è scomparsa e non potrà più tornare.

### Streets of Surrender (S.O.S.)
Per il brano è stata incisa anche una versione in lingua inglese, intitolata Streets of Surrender (S.O.S.) e che ha visto anche la partecipazione di Bono, cantante degli U2. In seguito all'invito da parte del musicista irlandese a Zucchero affinché quest'ultimo duettasse con lui in una delle due tappe italiane dell'Innocence + Experience Tour degli U2, Zucchero ha colto l'occasione per proporre a Bono un testo sulla melodia da lui composta. Bono ha accettato realizzando un brano contro l'odio ed il terrorismo, all'indomani degli attentati di Parigi. Il brano è stato estratto come singolo per il mercato internazionale in data 7 novembre 2016.

## Video musicale
Nel videoclip, quelli che sembrano essere i protagonisti del videoclip del brano È delicato del 2006, si ritrovano sulle rive del Delta del Po in un pomeriggio soleggiato, mentre Zucchero, nel saloon dove aveva interpretato il video di Partigiano reggiano, rievoca il suo ricordo tramite la canzone.

## Classifiche

### Classifiche settimanali
| Classifica (2016) | Posizione massima |
| ----------------- | ----------------- |
| Russia (airplay)  | 368               |
| Classifica (2017) | Posizione massima |
| Italia (airplay)  | 34                |

### Classifiche di fine anno
| Classifica (2017)         | Posizione |
| ------------------------- | --------- |
| Italia (airplay italiana) | 72        |
| Italia (airplay TV)       | 62        |